# Lingua makhuwa
La lingua makhuwa (chiamata anche macua, makua o emakua) è la principale delle lingue bantu del Nord del Mozambico. È parlata da 4 milioni di persone di etnia Macua, che vivono a nord del fiume Zambesi, soprattutto nella provincia di Nampula. È la lingua indigena più parlata in Mozambico.

## Dialetti
Maho (2009) ha stilato una lista dei seguenti dialetti:
- Makhuwa centrale (3.1 million)
- Meetto (1.3 million, incluso il Ruvuma)
- Chirima (1.5 million, inclusi i sottodialetti Kokola, Lolo, Manyawa, Marenje, Takwane)
- Marrevone (Makhuwa costiero; 460,000 incluso l'Enahara)
- Enahara
- Esaka (210,000)
- Ruvuma Makhuwa (Makhuwa tanzaniano, inclusi i sottodialetti Imithupi, Ikorovere)

La mutua intelligibilità tra questi è limitata. Il Makhuwa centrale ("Makhuwa-Makhuwana") è la base della lingua standard. Ethnologue ha stilato il Makhuwa centrale, il Meetto–Ruvuma, il Marrevone–Enahara e l'Esaka come lingue separate, più lo Chirima.
Le cifre provengono dall Ethnologue del 2006. Si contano 3.1 milioni di parlanti di Makhuwa centrale e 3.5 milioni di parlanti delle altre varianti, tuttavia l'articolo dell'Ethnologue per il Makhuwa centrale copre il Marrevone e l'Enahara, quindi queste sono forse state contate due volte.

## Fonti
- Central Makhuwa di Ethnologue (16th ed., 2009)
- Makhuwa-Meetto di Ethnologue (16th ed., 2009)
- Makhuwa-Shirima di Ethnologue (16th ed., 2009)
- Jouni Filip Maho, 2009. New Updated Guthrie List Online
- Oliver Kröger (2005), Report on a Survey of Coastal Makua Dialects (SIL International)
- Relatório do I Seminário sobre a Padronização da Ortografia de Línguas Moçambicanas, NELIMO, Maputo, 1989.
- Muluku Onnalavuliha Àn'awe, Ajuda à Igreja que Sofre, 1997.